# Andrea di Galizia
Andrea di Galizia (in russo Андрей Юрьевич?, Andrej Jur'evič; in ucraino Андрій Юрійович?, Andrij Juriyovič; ... – 1323) fu l'ultimo principe Rus' di Galizia-Volinia, rimasto al potere dal 1308 (secondo altre fonti dal 1315) al 1323.

## Biografia
Era figlio di Giorgio I, al quale succedette sul trono di Galizia.
Sua madre era Eufemia di Cuiavia. Dopo la morte di suo padre, regnò assieme a suo fratello Leone II. Il regno era uno ma retto da due re in coreggenza, e secondo alcune fonti Andrea risiedeva a Volodymyr-Volyns'kyj e Leone II in Galizia.

## Combattendo contro lituani e tartari
È noto che nel secondo decennio del XIV secolo, i lituani aumentarono la pressione sulla Galizia-Volinia conquistando Dorohychyn e Brest. Durante gli anni del loro regno, i due fratelli furono costantemente in guerra contro Gediminas di Lituania.
Essi stabilirono buone relazioni con il re di Polonia Ladislao I e l'Ordine Teutonico e tentarono di indebolire la dipendenza dal Khanato dell'Orda d'Oro. Per diverso tempo re Andrea combatté contro i mongoli ed i lituani.
Furono uniti agli alleati di Ladislao I, scandinavi e pomerani, contro i Margravi del Brandenburgo nel 1315.

## Morte
Secondo alcuni storici, egli morì, assieme a suo fratello Leone II, combattendo contro i mongoli o contro i lituani mentre difendevano Podlasie.
Sia Andrea che il fratello Leone II erano molto rispettati in occidente. Nel maggio 1323, il re polacco Ladislao I, in una sua lettera al Papa scrisse con mestizia: "I due ultimi re ruteni, che avevano fermamente fatto da scudo alla Polonia fronteggiando i tartari, hanno lasciato questo mondo e dopo la loro morte, la Polonia è sotto la minaccia diretta di essi."
Dopo la loro morte la linea dinastica dei Rjurikidi si interruppe e la Galizia rimase senza una dinastia. I boiardi di Galizia tentarono di assumere il governo del regno. Questa forse fu la ragione per la quale cercarono la protezione dei tartari temuti da Ladislao I. Ma presto elementi più conservatori fecero presa fra i boiardi ed il trono galiziano venne dato al masoviano duca Boleslao Trojdenowicz (parente dei fratelli deceduti in quanto marito della loro sorella Maria), che prese il nome di Giorgio II e che regnò sulla Galizia da 1323 al 1338. Boleslao Treojdenowicz si sposò con la sorella di Andrea, Maria, che regnò insieme al marito. Sua nipote, Eufemia erede di Volinia, regnò a Luc'k.

## Ascendenza
|                     |   |                         | Genitori              |  |  | Nonni |  |  | Bisnonni          |  |  | Trisnonni         |  |
|                     |   |                         |                       |  |  |       |  |  | Danilo di Galizia |  |  | Romano Mstislavič |  |
|                     |   |                         |                       |  |  |       |  |  | Danilo di Galizia |  |  | Romano Mstislavič |  |
|                     |   | Anna Eufrosina          |                       |  |  |       |  |  | Danilo di Galizia |  |  |                   |  |
| Leone I di Galizia  |   |                         |                       |  |  |       |  |  | Danilo di Galizia |  |  |                   |  |
|                     |   | Anna Mstislavna         | Mstislav Mstislavič   |  |  |       |  |  |                   |  |  |                   |  |
|                     |   | Anna Mstislavna         | Mstislav Mstislavič   |  |  |       |  |  |                   |  |  |                   |  |
|                     |   | Anna Mstislavna         | Maria                 |  |  |       |  |  |                   |  |  |                   |  |
| Jurij I di Galizia  |   | Anna Mstislavna         |                       |  |  |       |  |  |                   |  |  |                   |  |
|                     |   | Béla IV d'Ungheria      | Andrea II d'Ungheria  |  |  |       |  |  |                   |  |  |                   |  |
|                     |   | Béla IV d'Ungheria      | Andrea II d'Ungheria  |  |  |       |  |  |                   |  |  |                   |  |
|                     |   | Béla IV d'Ungheria      | Gertrude di Merania   |  |  |       |  |  |                   |  |  |                   |  |
| Costanza d'Ungheria |   | Béla IV d'Ungheria      |                       |  |  |       |  |  |                   |  |  |                   |  |
|                     |   | Maria Lascaris di Nicea | Teodoro I Lascaris    |  |  |       |  |  |                   |  |  |                   |  |
|                     |   | Maria Lascaris di Nicea | Teodoro I Lascaris    |  |  |       |  |  |                   |  |  |                   |  |
|                     |   | Maria Lascaris di Nicea | Anna Comnena Angelina |  |  |       |  |  |                   |  |  |                   |  |
| Andrea di Galizia   |   | Maria Lascaris di Nicea |                       |  |  |       |  |  |                   |  |  |                   |  |
|                     | … | …                       |                       |  |  |       |  |  |                   |  |  |                   |  |
|                     | … | …                       |                       |  |  |       |  |  |                   |  |  |                   |  |
|                     | … | …                       |                       |  |  |       |  |  |                   |  |  |                   |  |
| …                   | … |                         |                       |  |  |       |  |  |                   |  |  |                   |  |
|                     |   | …                       | …                     |  |  |       |  |  |                   |  |  |                   |  |
|                     |   | …                       | …                     |  |  |       |  |  |                   |  |  |                   |  |
|                     |   | …                       | …                     |  |  |       |  |  |                   |  |  |                   |  |
| Jaroslavna di Tver' |   | …                       |                       |  |  |       |  |  |                   |  |  |                   |  |
|                     |   | …                       | …                     |  |  |       |  |  |                   |  |  |                   |  |
|                     |   | …                       | …                     |  |  |       |  |  |                   |  |  |                   |  |
|                     |   | …                       | …                     |  |  |       |  |  |                   |  |  |                   |  |
| …                   |   | …                       |                       |  |  |       |  |  |                   |  |  |                   |  |
|                     |   | …                       | …                     |  |  |       |  |  |                   |  |  |                   |  |
|                     |   | …                       | …                     |  |  |       |  |  |                   |  |  |                   |  |
|                     |   | …                       | …                     |  |  |       |  |  |                   |  |  |                   |  |
|                     |   | …                       |                       |  |  |       |  |  |                   |  |  |                   |  |